# Siófok (distrikt)
Siófok är ett distrikt i Ungern. Det ligger i provinsen Somogy, i den västra delen av landet, 110 km sydväst om huvudstaden Budapest.